# Giovanni Casoni
Giovanni Casoni (Venezia, 15 gennaio 1783 – Venezia, 31 gennaio 1857) è stato un ingegnere, storico e archeologo italiano.

## Biografia
Figlio di Francesco Saverio e di Laura Griselini, nacque nella parrocchia di San Moisè. Il padre, nativo di Ferrara, era credenziere della famiglia Contarini, mentre la madre, di origine scledense, era nipote ex fratre dell'erudito Francesco Griselini.
Si formò sotto la guida dell'ingegner Giovanni Battista Giovin Manocchi e dell'architetto Girolamo Corbolin.
Dapprima praticò l'agrimensura, ma successivamente si specializzò in idraulica e fu al servizio dei vari governi succeduti alla Repubblica di Venezia.
Nel 1812 fu incaricato dal ministero della Guerra e della Marina del regno d'Italia di redigere un progetto per l'erezione di alcune fabbriche da destinare alle forze navali. Sei anni dopo, sotto il regno Lombardo-Veneto, fu nominato architetto della Imperial Regia Marina. Dal 1841 fu ingegnere idraulico di marina e nel 1852 venne nominato direttore di tutte le fabbriche marittime di Venezia. A questo periodo risalgono alcuni studi, ancora attuali, sul porto di Malamocco, sulle correnti marine delle lagune venete e sulle diatribe insorte nel 1789-1792 attorno alla regolazione del Brenta.
Per quanto riguarda la sua attività di storico, studiò da autodidatta. Fu grande estimatore del prozio Francesco Griselini e grande amico di Emanuele Antonio Cicogna; come questi, si occupò di ricerca erudita, alternando la professione di ingegnere alla raccolta di libri, manoscritti, mappe e stampe antiche. Ne scaturirono alcune pubblicazioni perlopiù inserite nelle Memorie dell'Istituto veneto di scienze, lettere ed arti.
Buona parte di questi studi risultano alquanto modesti, e in particolare La peste di Venezia nel MDCXXX (1830), pur preciso dal punto di vista tecnico, è intriso di una fastidiosa retorica encomiastica nei confronti di Venezia e della Vergine. Ben più interessanti sono i lavori basati sulle sue competenze ingegneristiche e navali, quali la Guida per l'Arsenale di Venezia (1829) e un saggio sull'esercito e la marina veneziana contenuto nel volume miscellaneo Venezia e le sue lagune (1847).
Importante fu inoltre il suo contributo all'archeologia lagunare. Raccolse e catalogò un gran numero di reperti emersi durante le opere idrauliche e verso la fine della sua esistenza, nel dicembre del 1856, fu nominato direttore del Museo di storia, di antichità e del mare, allestito nell'Arsenale.
Nostalgico della Serenissima, aderì con convinzione alla Repubblica di San Marco di Daniele Manin. Fu eletto all'Assemblea provinciale e prese parte attiva alla difesa della città, occupandosi di progettare barricate e di minare ponti. Dopo la sconfitta dei rivoluzionari il governo austriaco lo sollevò dai suoi incarichi in marina, pur riconoscendo la sua adesione all'ala moderata dei patrioti.
Favorito da amici influenti, ma anche dalle sue indiscusse competenze tecniche, fu provvisoriamente riassunto dal Comando superiore di marina e dal 1852 venne pienamente reintegrato come ingegnere idraulico e direttore delle fabbriche marittime. 
Nel 1856 divenne ingegnere superiore e direttore del Museo di marina a Venezia. Questo nuovo impiego avrebbe assicurato al Casoni più tempo da dedicare ai suoi studi, ma morì pochi mesi dopo, affidando al Cicogna le sue raccolte storiche.